# Alexandre Kucharsky
Alexandre Kucharsky, o Kucharski (Varsavia, 18 marzo 1741 – Parigi, 5 novembre 1819), è stato un pittore polacco, che visse gran parte della sua vita in Francia.

## Primi anni
Da ragazzo rivestì il ruolo di paggio presso Stanislao II di Polonia, ultimo re di Polonia. Iniziò ad andare a bottega a Varsavia nello studio di Marcello Bacciarelli. Con una borsa di studio donatagli dal re Stanislao, Alexandre poté andare a Parigi per lavorare con Joseph-Marie Vien e Charles-André van Loo all'Académie Royale, dal 1760 al 1769.

## Opere
Il re di Polonia desiderava che Kucharsky diventasse un pittore di scene storiche, ma lui preferì seguire la strada di ritrattista sotto la protezione del re di Francia. Tra il 1776 e il 1778 Alexandre Kucharsky fu al servizio del principe di Condé.
Kucharsky amava realizzare mezzibusti a pastello o ad olio, ma lavorò anche a guazzo e realizzò delle miniature. I suoi clienti erano per lo più nobili francesi o polacchi, aumentati in seguito al matrimonio tra Luigi XV con la principessa Maria Leszczyńska.
Quando scoppiò la rivoluzione la pittrice di corte Élisabeth Vigée Le Brun emigrò all'estero e Kucharsky divenne il pittore ufficiale della regina Maria Antonietta, della quale aveva già realizzato alcuni ritratti. Oltre a ritrarre Maria Antonietta e i suoi figli, Kucharsky ebbe modo di dipingere i ritratti della principessa de Lamballe, del conte d'Artois (futuro Carlo X di Francia) e di Caterina II di Russia.
I suoi ritratti più famosi sono quelli del giovane Luigi Carlo, futuro Luigi XVII e di sua madre Maria Antonietta, nei quali si può notare il precoce invecchiamento che colpì la regina nei quattro anni della rivoluzione.

## Ultimi anni
Durante gli anni della rivoluzione Alexandre Kucharsky rimase fedele alla causa monarchica e ciò gli permise di ricevere, sino alla morte, una pensione da parte di Luigi XVIII.

## Galleria d'immagini

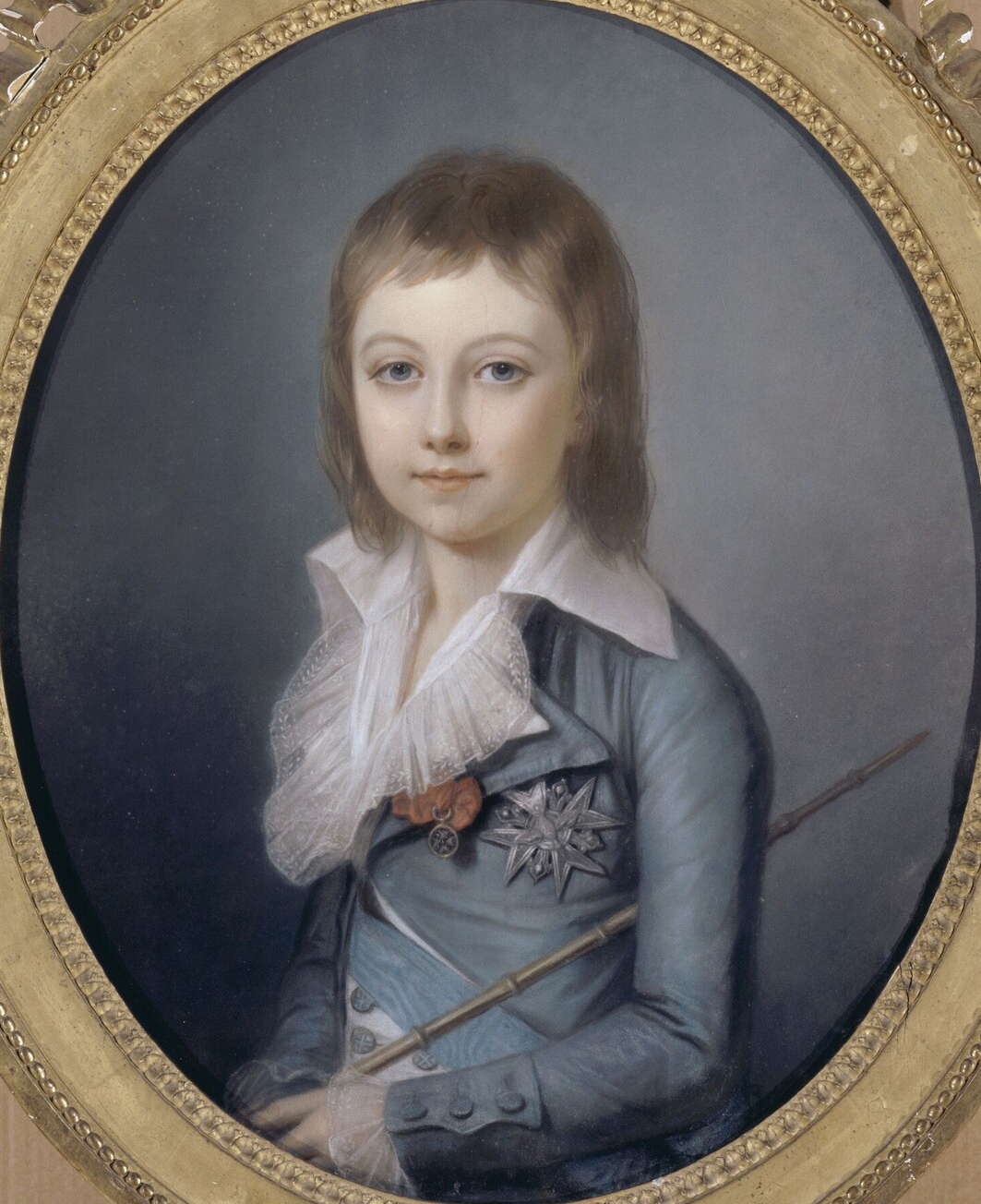
Luigi Carlo, Delfino di Francia (1789).
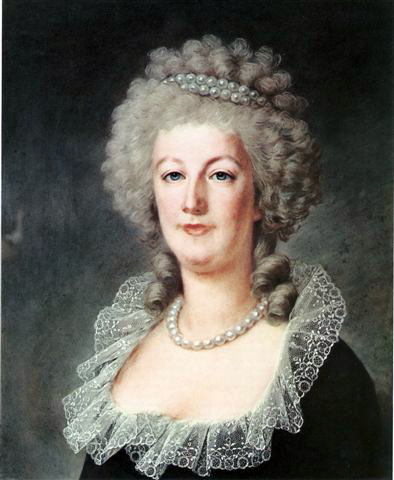
La regina Maria Antonietta (1791).
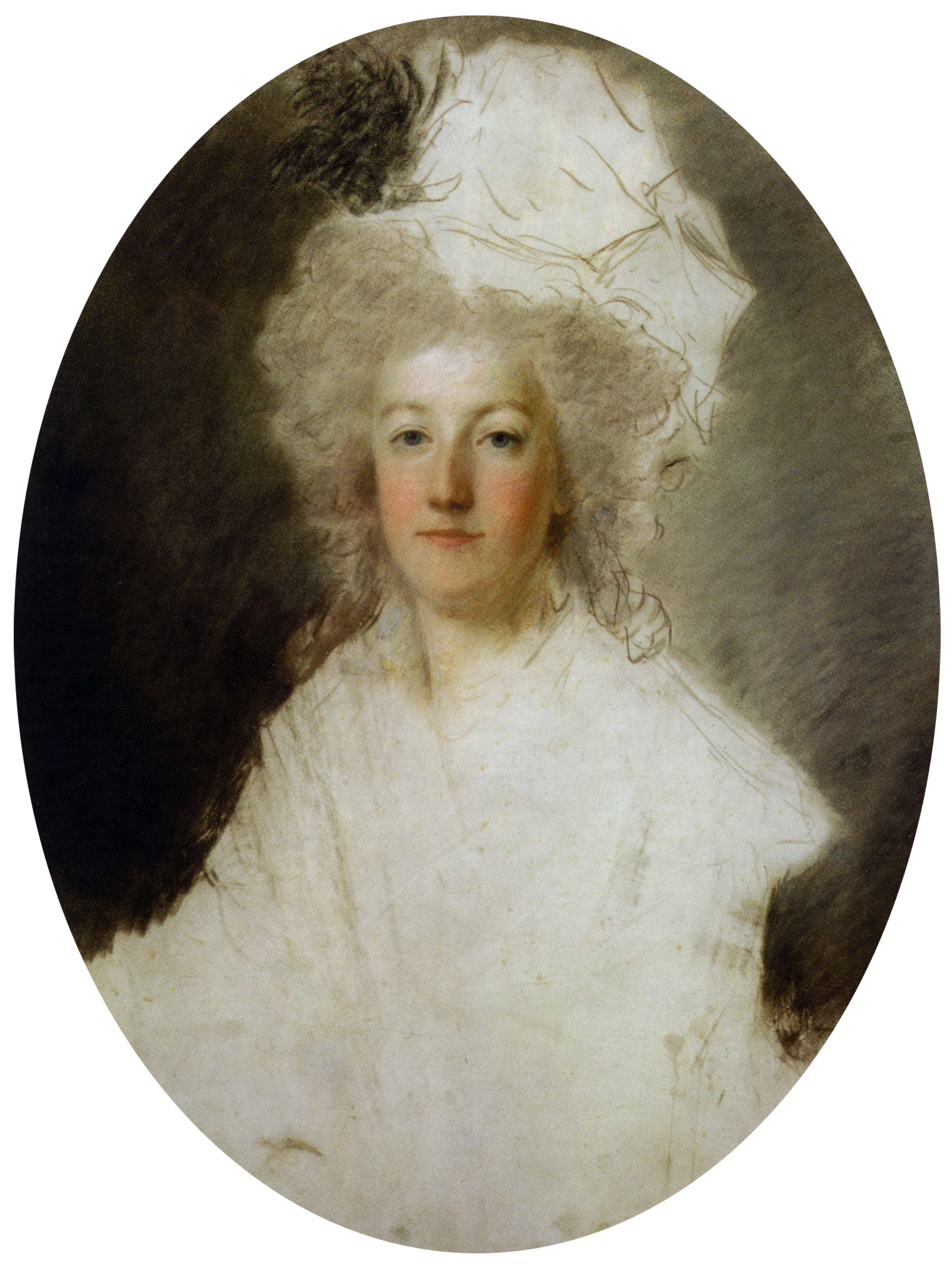
La regina Maria Antonietta (1791).
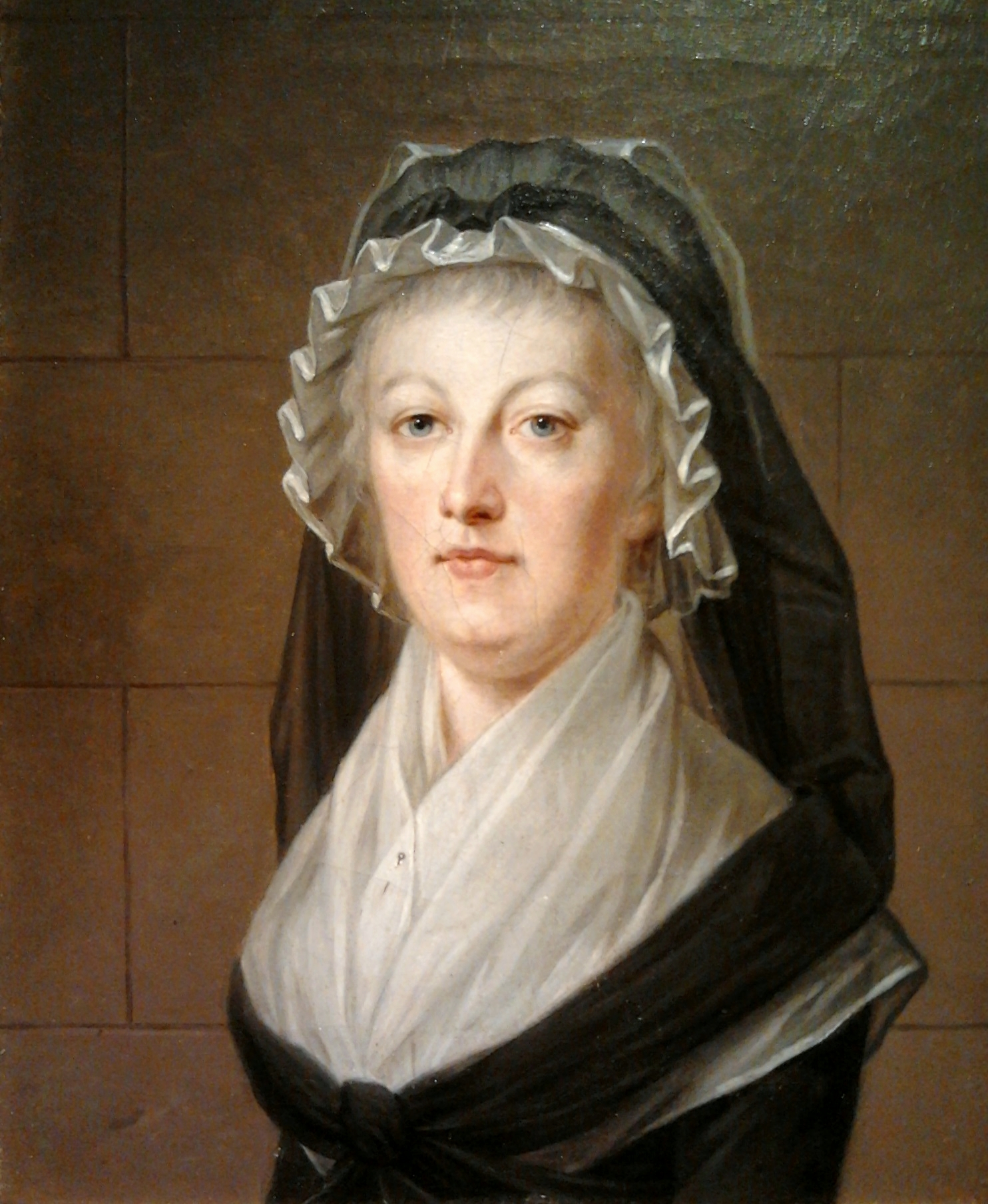
La regina Maria Antonietta imprigionata al tempio (1793).